# Direzione generale fiscalità ed unione doganale
La direzione generale fiscalità ed unione doganale ( DG TAXUD ) è una direzione generale della Commissione europea . La DG Fiscalità e Dogane gestisce, difende e sviluppa l'unione doganale come parte vitale della protezione delle frontiere esterne dell'Unione Europea . Coordina inoltre la politica fiscale in tutta l'Unione Europea.

## Organizzazione
La direzione generale è attualmente organizzata in cinque direzioni:
- Direzione A: Dogane
- Direzione B: Digitalizzazione delle politiche doganali e fiscali
- Direzione C: Fiscalità indiretta e amministrazione fiscale
- Direzione D: Fiscalità diretta, Coordinamento tributario, Analisi e valutazione economica
- Direzione E: Affari internazionali e generali

Il dipartimento fa capo al direttore generale Gerassimos Thomas. Da gennaio 2022, Thomas è assistito da un Consigliere principale per il coordinamento della strategia e dell'analisi economica.
In precedenza, la direzione generale era organizzata nelle seguenti cinque direzioni:
- Direzione A: Politica doganale, Legislazione, Tariffa
- Direzione B: Sicurezza e sicurezza, Facilitazione commerciale e coordinamento internazionale
- Direzione C: Fiscalità indiretta e amministrazione fiscale
- Direzione D: Fiscalità diretta, Coordinamento tributario, Analisi e valutazione economica
- Direzione E: Risorse e Affari Internazionali